# 姜行本纪功碑
姜行本纪功碑，全称大唐左屯卫将军姜行本勒石纪功文，是记述唐姜行本等人攻打高昌战事的纪功碑。纪功碑最初位于现中华人民共和国新疆维吾尔自治区哈密市巴里坤哈萨克自治县松树塘一带。现藏于新疆维吾尔自治区博物馆。该碑亦被称为姜行本碑、唐姜行本碑、左屯卫将军姜行本勒石之纪文等。

## 姜行本纪功碑的发现
清雍正九年（1731年），姜行本纪功碑出土于镇西府松树塘一带（今属巴里坤哈萨克自治县，是巴里坤县、伊吾县与哈密市交界处）。清雍正十一年（1733年），为了疏通运粮通道，宁远大将军岳钟琪开始命人修筑天山运道。天山运道修筑完成后，查郎阿经过数十年将姜行本纪功碑运到了天山顶。同治年间，哈密办事大臣文麟将该碑运至天山关帝庙，并修筑碑亭设置栅栏予以保护。故姜行本纪功碑在《镇西厅乡土志》中亦被称为天山唐碑，而该处山峰也因碑得名“库舍图岭”。到了民国二十年（1931年），马仲英率部入疆，并攻陷哈密县，天山关帝庙被烧毁，姜行本纪功碑也被弃置于荒野。民国三十六年（1947年），中国国民党哈密专员李朗星又将此碑迁至哈密老城（汉城）中山堂的西图书堂，并将其镶嵌入墙壁之中。二十世纪50年代，姜行本纪功碑被运至乌鲁木齐市，并保存于新疆维吾尔自治区博物馆内。
姜行本纪功碑在被放置在天山关帝庙时有一些传说。庙中的人常说这碑有神力，轻易不能拓，如拓会立刻招致风雪阻断行人的去路。更有甚者称，路过阅读碑上文字便会使得风雪骤至，不只是山神呵护还是怪物附着于此。

## 石碑现状与碑文内容
姜行本纪功碑高250厘米，宽90厘米，厚25厘米。碑文字体为楷书，共18行，满行47字。正面碑额5行，每行3字，正文共752字。碑额内容为：
姜行本纪功碑碑文详细记录了攻打高昌的时间、地点、作战方式、行军路线、将领名讳等内容。记载的内容讲述的是在唐贞观年间，高昌王麹文泰在西突厥欲谷设的支持下，与唐为敌，扣留过往使者，使得交通阻断。贞观十四年（640年），唐太宗李世民派遣光祿大夫、吏部尚书、上柱国、陈国公侯君集率数十万大军讨伐高昌。侯君集为交河道行军大总管，左屯卫将军开国公薛万均、左屯卫将军姜行本则为副总管，参与作战的有沙州刺史刘德敏、右监门中郎将衡智锡、左屯卫中郎将屈昉等人。姜行本率山东巧匠先行抵达伊州（今哈密市一带），并在今松树塘附近开始囤积粮草、置办战马，并且利用当地丰厚的松木资源开始制造战车、抛石机等工程器械。在攻打高昌的战役中，有力的配合前方作战部队，最终攻克高昌。碑文如下：
{{quote|-{昔凶奴不滅，竇將軍勒燕山之功；閩越未清，馬伏波樹銅柱之跡。然則振英風於絕域，申壯節於異方，莫不騰茂實扵千秋，播芳猷扵萬古者矣。大唐德合二儀，道高五帝。握金鏡以朝萬國，調玉燭以馭兆民。濟濟衣冠，煌煌禮樂。車書順軌，扶桑之表俱同；治化所沾，濛汜之鄉，暨苑天山而池瀚海，內北戶以靜幽都，莫不解辮髮扵藁街，改右衽扵夷邸。高昌國者，乃是兩漢屯田之壁，遺兵之所居。麴文泰者即其苗裔也。往因晉室多難，群雄競馳，中原乏主，邊隅遂隔，間屆戎狄，竊多撥王，磨□至今，靡遺聲教。自皇威遠被，稽顙來诓，雖沐仁風，情懷首鼠。杜遠方之職貢，阻重驛之往來，肆豺狼之心，起蜂蠆之毒，發徒眾庶，賊殺無已，聖上慜彼蒼生，申茲吊伐，乃詔使持節光祿大夫、吏部尚書、上柱國、陳國公侯君集交河道行軍大揔管，副揔管左屯衛大將軍、上柱國、永安郡開國公薛萬均，副總管左屯衛大將軍、上柱國、通川縣開國男姜行本等，爰整三軍，龔行天罰。但妖氣未殄，將軍逞七縱之威；百雉作固，英奇申九攻之略。以通川公深謀簡出，妙思縱橫，命飾前軍營造攻具。乃統沙州刺史、上柱國、望都縣開國侯劉德敏，右監門中郎將、上柱國、淮安縣開國公衡智錫，左屯衛中郎將、上柱國、富陽縣開國伯屈昉，左武侯郎將李海岸，前開州刺史時德衡，右監門府長史王進威等，並率驍雄，鼓行而進。以貞觀十四年五月十日，師次伊吾折羅漫山，北登黑紺所。未盈旬月，剋成奇功。伐木則山林殫盡，叱吒則川谷盪薄。衝梯蹔整，百櫓冰碎，機檜一發，千石雲飛。墨翟之拒無施，公輸之妙詎比。大揔管運籌帷幄，繼以中軍鐵騎亙原野，金鼓動天地，高旗蔽日月，槊長戟彗雲。自秦漢出師未有如斯之盛也。班定遠之通西域，故跡罕存；鄭都護之滅車師，空聞前史。雄圖世著，彼獨何人？乃勒石紀功，傳諸不朽，其詞曰：
扵赫大唐，受天明命。化齊得一，功無與兢，荒服猶阻，夷居天定，乃拜將軍，殄茲梟獍。其一：六奇動思，群雄逞力。陣開龍騰，營設虎踞，氣麗星光，旗明日色，楊旌塞表，振威西極。其二：峨峨峻嶺，渺渺平原，塞雲暝結，胡風晝昏。經年凝冰，高樹吟猿，銘功贊德。
大唐貞觀十四年歲次庚子閏六月丁卯朔廿五日辛卯立。
瓜州司法參軍河內司馬太真詞具}-}}
碑左侧刻有两行提名，分别是萨孤吴仁和牛进达的头衔和部队数量。内容分别是：
{{quote|-{交河道行軍揔管右曉衛將軍上柱國□□□□□薩孤吳仁領軍十五萬

交河道行軍揔管左武衛將軍上柱國□□縣開國公牛進達領兵十五萬}-}}
而碑右侧刻有民国三十六年（1947年），中华民国驻哈密官员李朗星所撰镌的“移藏姜行本碑记”。碑文为楷体，竖排四行。其内容为：

## 史书记载、争议与推论
关于姜行本的纪功碑在《旧唐书》与《新唐书》中均有多次记载。书中均记载姜行本是在此处原有的班超纪功碑的石刻上，将原文磨去重新镌刻自己的事迹。长期以来，金石学家把巴里坤松树塘发现的石碑当作新旧《唐书》中所述的将班超纪功碑磨去重新镌刻的纪功碑。直到对位于哈密市焕彩沟的焕彩沟石刻的重新考察，发现焕彩沟石刻碑文中也有讲述姜行本的内容，同时有被磨去的汉代碑文痕迹。有学者则认为焕彩沟石刻才是史书上提及的被姜行本磨去碑文的石刻。而传世的姜行本纪功碑是姜行本另选择石块勒文，并非史书上记载的纪功碑。也因此，为了区分两碑刻，传世的姜行本纪功碑因其是东汉以来规范的新式石碑形制，被称为“姜行本纪功新碑”。而焕彩沟石刻作为旧制的天然刻石，被称为“姜行本纪功旧碑”。
姜行本纪功碑并未放置在碑文所讲述的攻打高昌的高昌城附近，而是在数百公里外的松树塘。在攻破高昌后，行军大总管侯君集在未经批准的情况下，查抄发配很多高昌遗民。而当属下将士知道此事后，更是明目张胆的持杖抢劫。而《新唐书》中的记载侯君集除了掠夺财物，还欺辱妇女。《资治通鉴》中更是记载了此役中与姜行本同为交河道行军副总管的薛万均私通高昌妇女的事。身为行军副总管的姜行本在勒纪功碑时可能既不想纪此丑闻，又不想让受到迫害的高昌遗民知晓勒纪功碑之事。这可能就是姜行本选择在松树塘勒碑而非高昌城的原因之一。